# KIC 4150611
KIC 4150611 (HD 181469) è un raro sistema multiplo composto da 5 stelle di cui una è del tipo variabile pulsante ibrida Delta Scuti/Gamma Doradus. Tre stelle del sistema sono state risolte otticamente dal telescopio spaziale Kepler mentre due sono binarie spettroscopiche. Il sistema è posto nella costellazione della Lira.